# Ramonoppia aequiseta
Ramonoppia aequiseta är en kvalsterart som först beskrevs av Pérez-Íñigo jr. 1990.  Ramonoppia aequiseta ingår i släktet Ramonoppia och familjen Oppiidae. Inga underarter finns listade i Catalogue of Life.